# Kevin Hayes
Kevin Patrick Hayes, född 8 maj 1992, är en amerikansk professionell ishockeyforward som spelar för Philadelphia Flyers i NHL.
Han har tidigare spelat på NHL-nivå för Winnipeg Jets och New York Rangers samt på lägre nivåer för Boston College Eagles (Boston College) i NCAA.

## Spelarkarriär

### NHL

#### Chicago Blackhawks
Hayes draftades i första rundan i 2010 års draft av Chicago Blackhawks som 24:e spelaren totalt, som dock aldrig skrev kontrakt med honom innan rättigheterna gick ut den 15 augusti 2014.

#### New York Rangers
Den 20 augusti 2014 skrev Hayes som free agent istället på ett tvåårigt entry level-kontrakt med New York Rangers till ett värde av 7,5 miljoner dollar.
Han förlängde kontraktet med Rangers den 22 juli 2016 med ett tvåårsavtal värt 5,2 miljoner dollar.
Den 30 juli 2018 skrev han på ett nytt ettårskontrakt med Rangers värt 5,175 miljoner dollar.

#### Winnipeg Jets
Hayes tradades den 25 februari 2019 till Winnipeg Jets i utbyte mot Brendan Lemieux, ett draftval i första rundan 2019 och ett villkorligt draftval i fjärde rundan 2022, som Rangers får om Jets vinner Stanley Cup 2019.

#### Philadelphia Flyers
Den 4 juni 2019 tradades han till Philadelphia Flyers i utbyte mot ett draftval i femte rundan i NHL-draften 2019. Hayes blev free agent 1 juli 2019, och detta gjorde att Flyers fick möjlighet att diskutera ett nytt kontrakt med honom med en månad kvar av hans dåvarande kontrakt.
Den 18 juni 2019 skrev han på ett sjuårskontrakt med Flyers värt 50 miljoner dollar.

## Privatliv
Han är bror till NHL-spelaren Jimmy Hayes som spelar för Pittsburgh Penguins organisation och kusin till ishockeyspelarna Tom Fitzgerald, Brady Tkachuk, Matthew Tkachuk och Keith Tkachuk.

## Statistik
| 2008–2009   | Noble & Greenough School | USHS-Prep   | 22  | 28 | 27  | 55  | —   | —  | — | — | —  | —  |
| 2009–2010   | Noble & Greenough School | USHS-Prep   | 28  | 25 | 42  | 67  | 8   | —  | — | — | —  | —  |
| 2010–2011   | Boston College Eagles    | NCAA        | 31  | 4  | 10  | 14  | 8   | —  | — | — | —  | —  |
| 2011–2012   | Boston College Eagles    | NCAA        | 44  | 7  | 21  | 28  | 10  | —  | — | — | —  | —  |
| 2012–2013   | Boston College Eagles    | NCAA        | 27  | 6  | 19  | 25  | 14  | —  | — | — | —  | —  |
| 2013–2014   | Boston College Eagles    | NCAA        | 40  | 27 | 38  | 65  | 16  | —  | — | — | —  | —  |
| 2014–2015   | New York Rangers         | NHL         | 79  | 17 | 28  | 45  | 22  | 19 | 2 | 5 | 7  | 2  |
| 2015–2016   | New York Rangers         | NHL         | 79  | 14 | 22  | 36  | 30  | 3  | 0 | 0 | 0  | 4  |
| 2016–2017   | New York Rangers         | NHL         | 76  | 17 | 32  | 49  | 18  | 12 | 0 | 3 | 3  | 4  |
| 2017–2018   | New York Rangers         | NHL         | 76  | 25 | 19  | 44  | 18  | —  | — | — | —  | —  |
| 2018–2019   | New York Rangers         | NHL         | 51  | 14 | 28  | 42  | 10  | —  | — | — | —  | —  |
|             | Winnipeg Jets            | NHL         | 20  | 5  | 8   | 13  | 2   | 6  | 2 | 1 | 3  | 2  |
| NHL totalt  | NHL totalt               | NHL totalt  | 381 | 92 | 137 | 229 | 100 | 40 | 4 | 9 | 13 | 12 |
| NCAA totalt | NCAA totalt              | NCAA totalt | 142 | 44 | 88  | 132 | 48  | —  | — | — | —  | —  |

### Internationellt
| Källa: Uppdaterad: 2018-07-01 | Källa: Uppdaterad: 2018-07-01 | Källa: Uppdaterad: 2018-07-01 |         | Utv = Utvisningsminuter | Utv = Utvisningsminuter | Utv = Utvisningsminuter | Utv = Utvisningsminuter | Utv = Utvisningsminuter |
| År                            | Lag                           | Mästerskap                    | Matcher | Mål                     | Assists                 | Poäng                   | Utv                     |                         |
| ----------------------------- | ----------------------------- | ----------------------------- | ------- | ----------------------- | ----------------------- | ----------------------- | ----------------------- | ----------------------- |
| 2014                          | USA                           | VM                            | 8       | 1                       | 1                       | 2                       | 0                       |                         |
| 2017                          | USA                           | VM                            | 3       | 2                       | 2                       | 4                       | 4                       |                         |
| Senior totalt                 | Senior totalt                 | Senior totalt                 | 11      | 3                       | 3                       | 6                       | 4                       |                         |